# Leon Leszczyński
Leon Stanisław Leszczyński herbu Wieniawa (ur. 18 marca 1894 w Kętach, zm. 23 grudnia 1967 w Pszczynie) – polski nauczyciel, regionalista, muzealnik i działacz plebiscytowy.

## Życiorys
W latach 1915–1920 pracował jako nauczyciel w Kętach, działając również w tamtejszym harcerstwie. W latach 20. XX wieku był członkiem powiatowej Polskiej Komisji Likwidacyjnej, a w 1921 roku był prelegentem Komitetu Plebiscytowego w Koźlu oraz przewodniczącym okręgu IV Komisji Plebiscytowej w Dziergowicach.
W okresie międzywojennym był dyrektorem i nauczycielem Seminarium Nauczycielskiego w Pszczynie. Ponadto pełnił funkcję przewodniczącego Powiatowego Zespołu Towarzystw Ziemi Pszczyńskiej oraz był współredaktorem Przeglądu Ziemi Pszczyńskiej. Kierował także akcjami przeciw lokalnemu Volksbundowi i organizacjom hitlerowskim. Został za to po wybuchu II wojny światowej skazany na śmierć przez okupanta. Ukrywał się w Ochotnicy, gdzie prowadził tajne nauczanie i brał udział w ruchu oporu. Był także kierownikiem tamtejszych struktur Rady Głównej Opiekuńczej.
Po zakończeniu walk powrócił do Pszczyny, gdzie brał udział w uruchomieniu szkolnictwa, a następnie uczył w tamtejszym liceum. Był inicjatorem powstania Zarządu Towarzystwa Popierania Nauki i Sztuki, którego zadaniem było ratowanie dóbr kultury i zabytków. W latach 1949–1958 piastował funkcję dyrektora Ośrodka Muzealnego w Pszczynie, znacznie wzbogacając jego zbiory. Po przejściu na emeryturę występował jaki prelegent Towarzystwa Wiedzy Powszechnej oraz Uniwersytetu Powszechnego.
W uznaniu swych zasług został odznaczony m.in. Krzyżem Kawalerskim Orderu Odrodzenia Polski, Złotym Krzyżem Zasługi, Śląskim Krzyżem Powstańczym, Medalem Zwycięstwa i Wolności, Honorową Odznaką Plebiscytową, Odznaką Grunwaldzką, złotym Krzyżem Harcerskim oraz złotą odznaką Zasłużonego w Rozwoju Województwa Katowickiego.